# Кагала (Тюрі)
Ка́гала (ест. Kahala küla) — село в Естонії, у волості Тюрі повіту Ярвамаа.

## Населення
Чисельність населення на 31 грудня 2011 року становила 122 особи.